# Willard (Nuevo México)
Willard es una villa ubicada en el condado de Torrance en el estado estadounidense de Nuevo México. En el Censo de 2010 tenía una población de 253 habitantes y una densidad poblacional de 99,88 personas por km².

## Geografía
Willard se encuentra ubicada en las coordenadas 34°35′42″N 106°1′54″O / 34.59500, -106.03167. Según la Oficina del Censo de los Estados Unidos, Willard tiene una superficie total de 2.53 km², de la cual 2.53 km² corresponden a tierra firme y (0%) 0 km² es agua.

## Demografía
Según el censo de 2010, había 253 personas residiendo en Willard. La densidad de población era de 99,88 hab./km². De los 253 habitantes, Willard estaba compuesto por el 69.96% blancos, el 1.19% eran afroamericanos, el 0.4% eran amerindios, el 0.79% eran asiáticos, el 0% eran isleños del Pacífico, el 21.74% eran de otras razas y el 5.93% pertenecían a dos o más razas. Del total de la población el 81.82% eran hispanos o latinos de cualquier raza.